# Paolo Andreani
Pour les articles homonymes, voir Andreani.

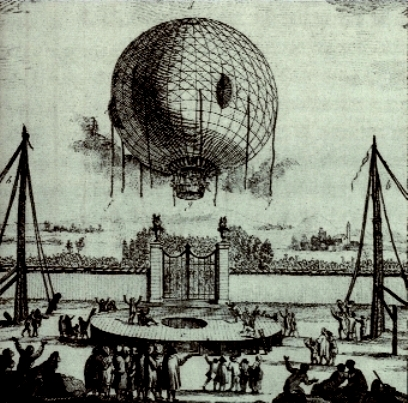
Illustration représenant un des vols de Paolo Andreani en 1784

Paolo Andreani, né le 27 mai 1763 à Milan et mort le 11 mai 1823 à Nice, est un naturaliste, physicien, explorateur et aérostier italien.

## Biographie
Il est essentiellement connu pour ses expériences en ballon. En 1784, il effectue ainsi plusieurs vols à Moncucco (it) qui font sensation.
Il rencontre cette même année à Paris le géologue Barthélemy Faujas de Saint-Fond et le rejoint en Angleterre. Il l'accompagne alors dans son exploration de l'île écossaise de Staffa pour y observer la structure rocheuse, expédition à laquelle se joint le polymathe américain William Thornton. Pendant le voyage, Faujas détermine que la grotte de Fingal a une origine volcanique. Pendant leur retour, ils rencontrent James Watt.
En 1788, Andreani voyage dans les Alpes puis, de 1789 à 1793, explore l'Upper Midwest avec Costantino Beltrami.
Il revient en Europe vers 1810 par les Caraïbes avec l'intention de retourner en Lombardie. Il s'installe à Nice en 1817 et y meurt invalide le 11 mai 1823.